# Nephrotoma sternomarginata
Nephrotoma sternomarginata is een tweevleugelige uit de familie langpootmuggen (Tipulidae). De soort komt voor in het Oriëntaals gebied.